# Petit sphinx de la vigne
Deilephila porcellus
Espèce
Deilephila porcellus, le Petit sphinx de la vigne ou Petit pourceau, est un insecte lépidoptère de la famille des Sphingidae, de la sous-famille des Macroglossinae.

## Répartition
Région paléarctique occidentale.

## Description

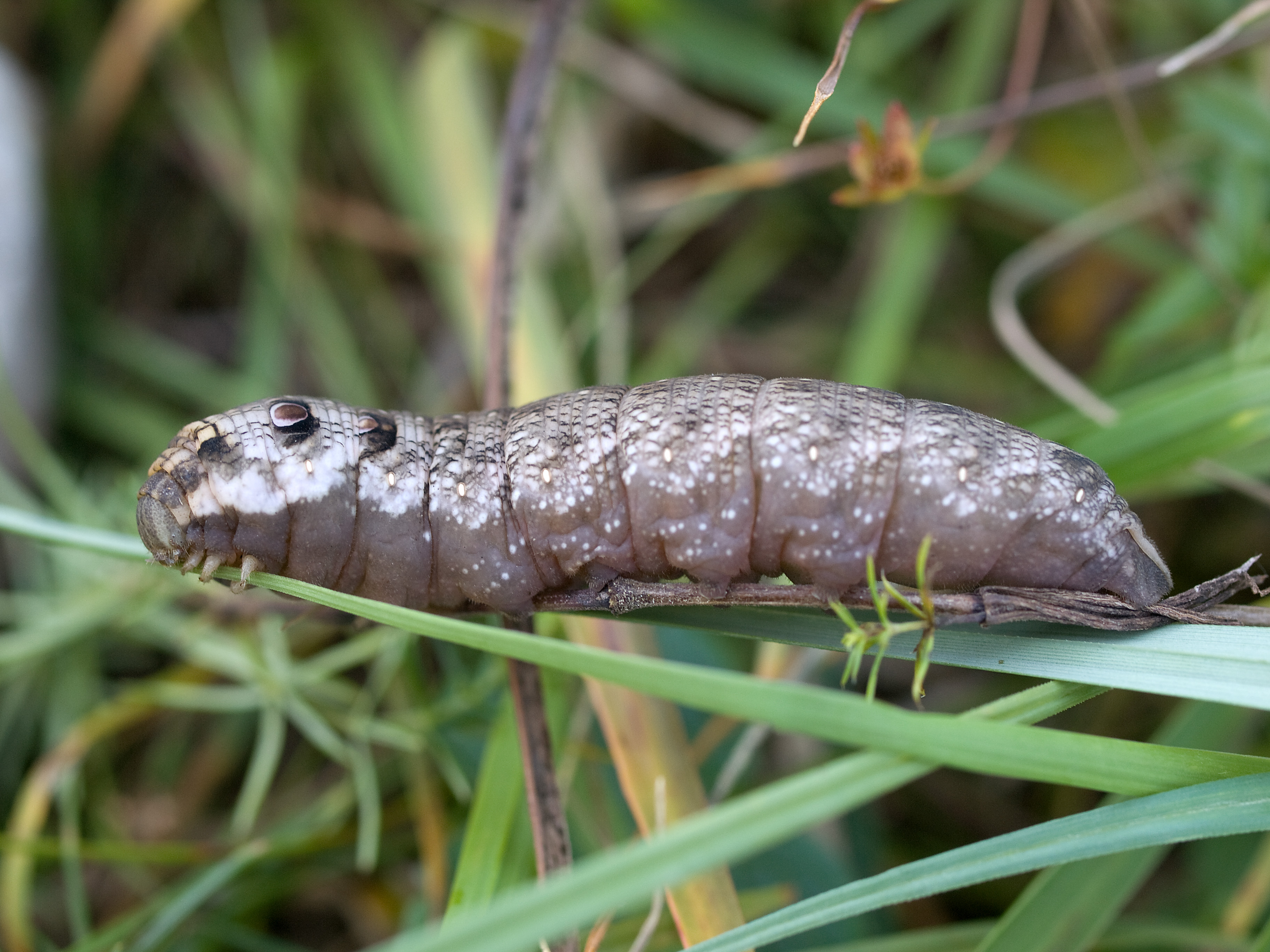
Chenille
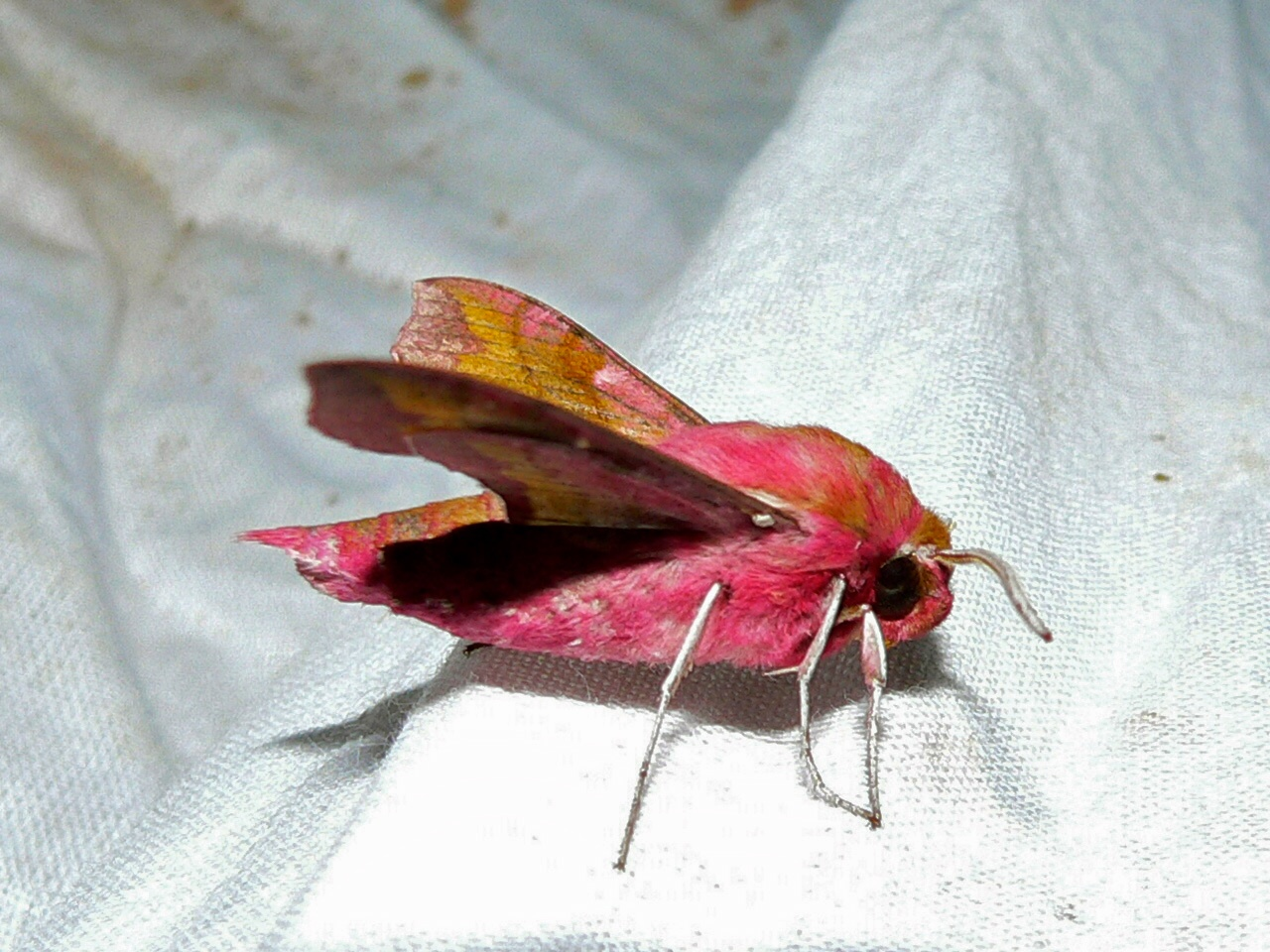
Vue latérale

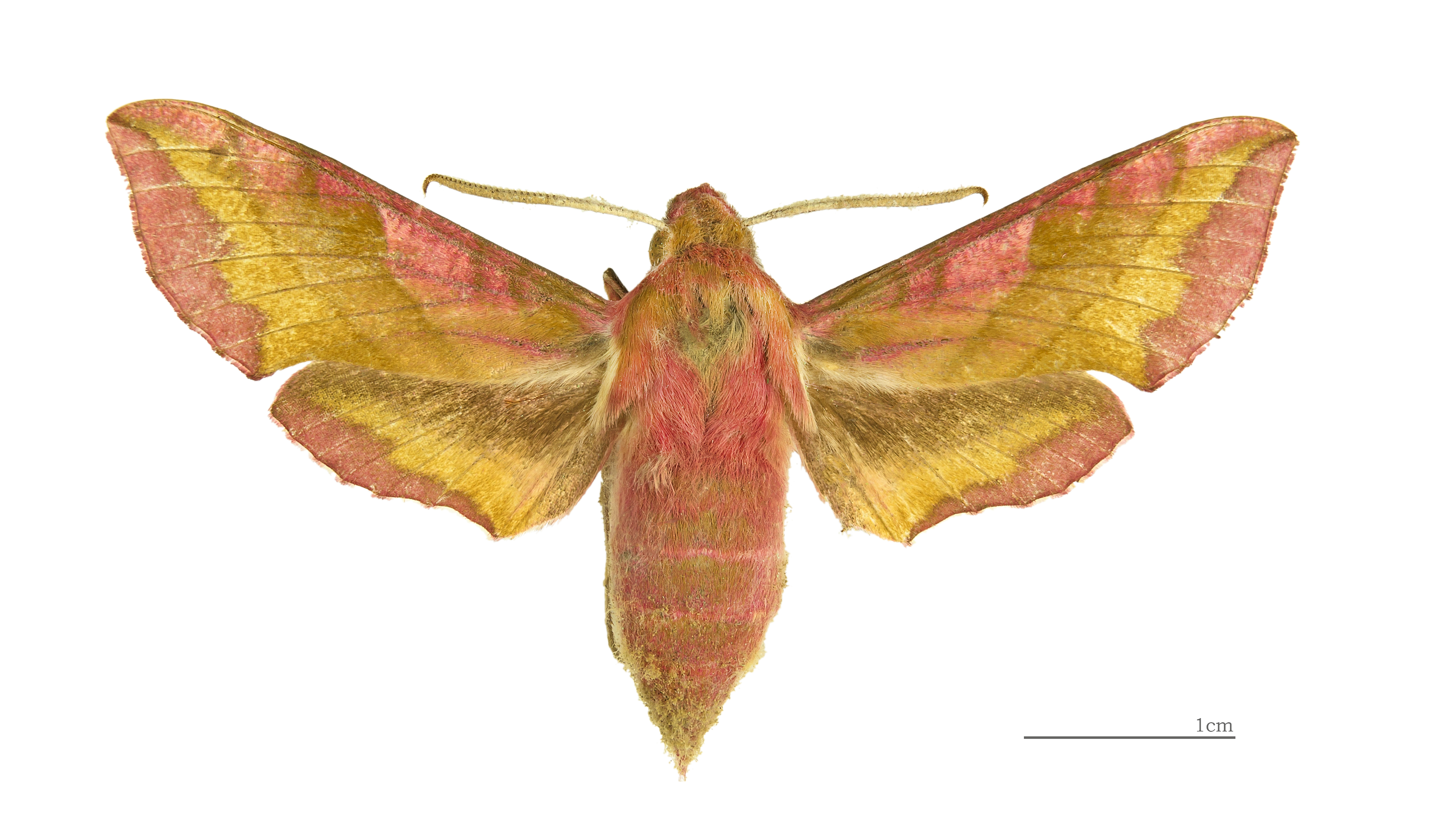
Deilephila porcellus ♂  MHNT
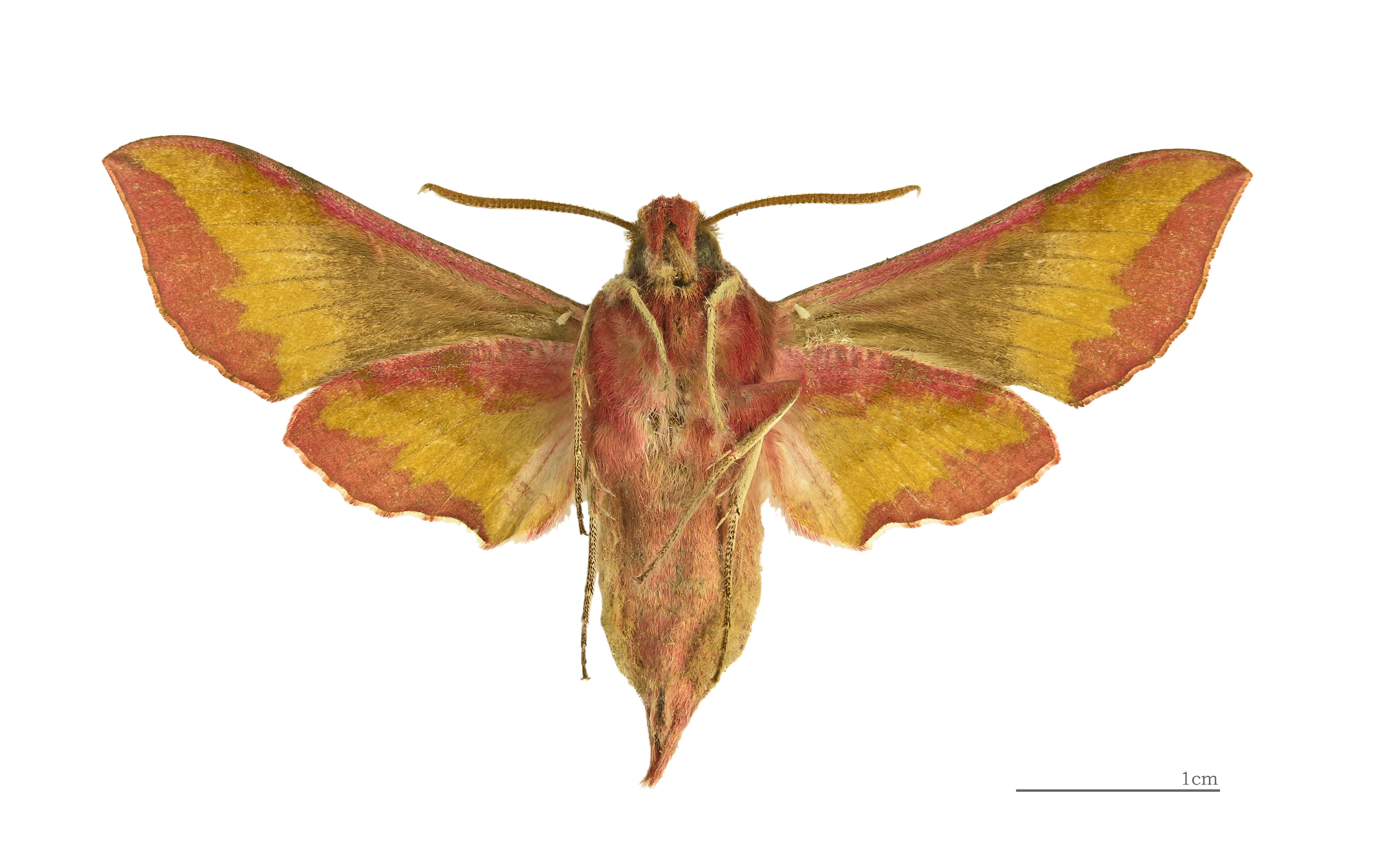
Deilephila porcellus ♂   △ MHNT
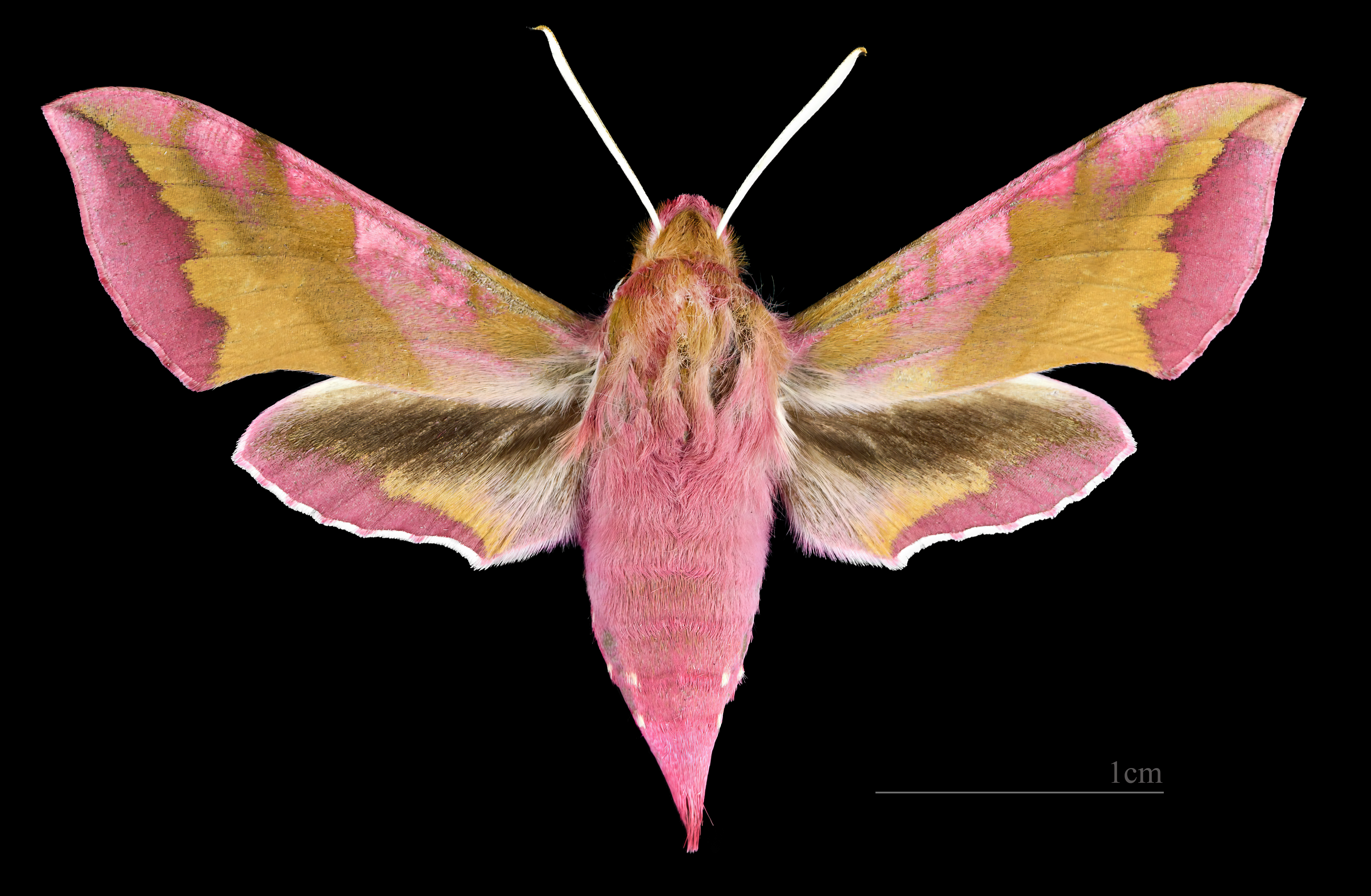
Deilephila porcellus ♀ MHNT
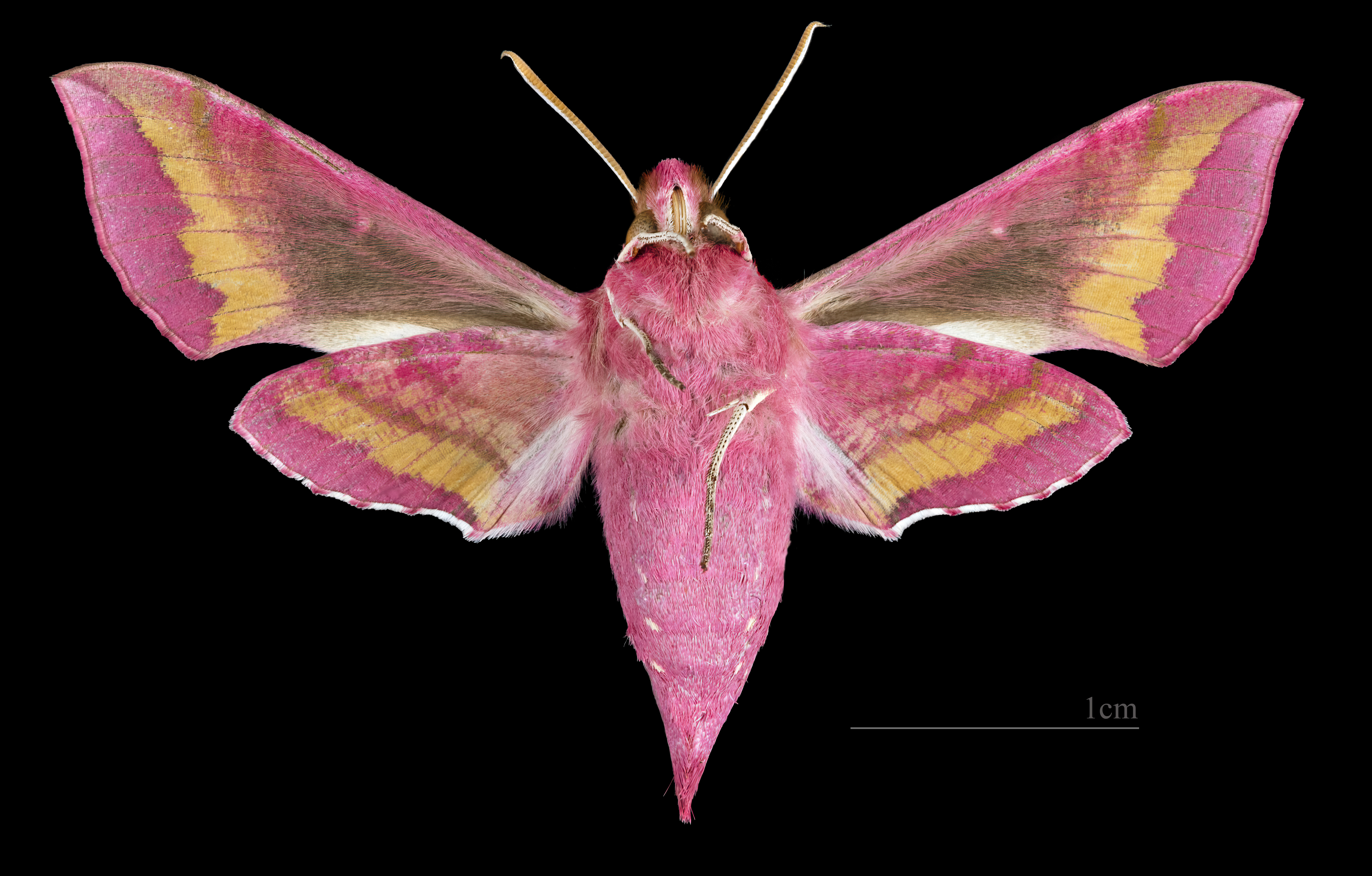
Deilephila porcellus ♀△  MHNT

- Envergure du mâle : de 20 à 23 mm.

## Biologie
- Période de vol : de mai à juillet, une génération, parfois une deuxième génération en août et septembre.
- Plantes-hôtes : Epilobium, Galium, Lythrum salicaria, Vitis vinifera...

## Systématique
L'espèce Deilephila porcellus a été décrite par le naturaliste suédois Carl von Linné, en 1758, sous le nom initial de Sphinx porcellus.

### Synonymie
- Sphinx porcellus Linné, 1758 Protonyme
- Deilephila porcellus suellus Staudinger, 1878 [2]
- Choerocampa porcellus lutescens Cockerell, 1887
- Theretra porcellus clara Tutt, 1904
- Metopsilus porcellus colossus A. Bang-Haas, 1906[3]
- Metopsilus porcellus galbana Gillmer, 1910
- Pergesa porcellus flavocincta Wize, 1917
- Pergesa porcellus sus O. Bang-Haas, 1927[4]
- Pergesa porcellus porca O. Bang-Haas, 1927[4]
- Pergesa porcellus wesloeensis Knoch, 1929
- Pergesa porcellus rosea Zerny, 1933[5]
- Pergesa porcellus cingulata O. Bang-Haas, 1934
- Pergesa porcellus kuruschi O. Bang-Haas, 1938[6]
- Deilephila porcellus decolor Cockayne, 1953
- Deilephila porcellus warneckei Capuse, 1963
- Deilephila porcellus kashgoulii Ebert, 1977[7]
- Pergesa porcellus sinkiangensis Chu & Wang, 1980[8]
- Eumorpha porcellus gissarodarvasica Shchetkin, 1981[9]
- Deilephila porcellus songoricus Eitschberger & Lukhtanov, 1996
- Deilephila porcellus sibirica Eitschberger & Zolotuhin, 1997

## Noms vernaculaires
- En français : le Petit sphinx de la vigne[10] ou le Petit pourceau.
- En anglais : small elephant hawk-moth, allusion à la ressemblance de la chenille à la trompe d'un éléphant[11].

## Le Petit sphinx de la vigne et l'Homme

### Philatélie
- Ce papillon figure sur une émission de l'île de Jersey de 1991 (valeur faciale : 37 p.).